# Hörspielpreis der Kriegsblinden

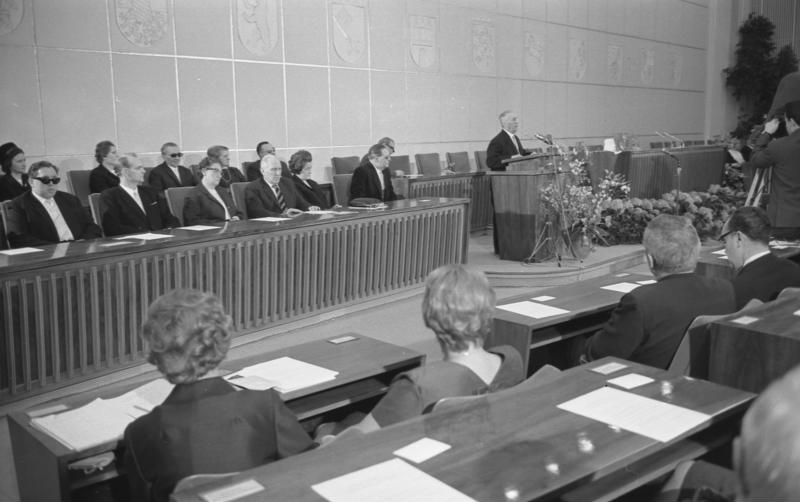
Verleihung des Hörspielpreises der Kriegsblinden an Richard Hey, 1965

Der Hörspielpreis der Kriegsblinden (oder auch einfach Kriegsblindenpreis) ist die bedeutendste Auszeichnung für Autoren deutschsprachiger Hörspiele. Begründet wurde dieser Hörspielpreis 1950 vom Bund der Kriegsblinden Deutschlands e. V. (BKD) und ihrem Schriftleiter Friedrich Wilhelm Hymmen. Zu den Initiatoren des Preises gehörte Peter Plein. Seit 1994 wird der Preis von der Film- und Medienstiftung Nordrhein-Westfalen mitgetragen. 2020 übernahm der Deutsche Blinden- und Sehbehindertenverband die Mitträgerschaft vom Bund der Kriegsblinden Deutschlands.

## Statuten
Der Hörspielpreis der Kriegsblinden wird jährlich „für ein von einem deutschsprachigen Sender konzipiertes und produziertes Original-Hörspiel verliehen, das in herausragender Weise die Möglichkeiten der Kunstform realisiert und erweitert.“ Unter den Begriff Original-Hörspiel fällt nicht die bloße Bearbeitung, außer ein Autor arbeitet seinen eigenen Stoff für das andere Medium um oder auf. Das Hörspiel muss im vorausgegangenen Jahr erstmals ausgestrahlt worden sein. Der Preis wird dem Autor bzw. den Autoren zuerkannt.
Für den Hörspielpreis der Kriegsblinden darf jede öffentlich-rechtliche Rundfunkanstalt zwei Hörspiele einreichen. Seit 2006 sind auch die öffentlich-rechtlichen Rundfunkanstalten Österreichs und der Schweiz dabei. Auch die Jurymitglieder können Hörspiele vorschlagen. Der Name des Preises stand wiederholt zur Diskussion. Der Bund der Kriegsblinden gab 2006 an, so lange wie möglich daran festhalten zu wollen.
Seit 2012 wird nicht mehr nur ein Preisträger gekürt, sondern im Vorfeld der eigentlichen Preisverleihung werden drei Nominierungen ausgesprochen.
2024 hat die den Preis hauptsächlich tragende Film- und Medienstiftung Nordrhein-Westfalen den Preis ausgesetzt.

## Jury
Die Zusammensetzung der Jury hat sich im Laufe der Jahre mehrmals geändert. Nach den derzeit gültigen Statuten besteht sie aus sieben Kritikern/Kulturschaffenden, die von der Film- und Medienstiftung NRW berufen werden; sieben Kriegsblinden, die vom Bund der Kriegsblinden berufen werden, und der/dem Juryvorsitzenden. Langjähriger Vorsitzender der Jury, der auch der Hörspielexperte Werner Klippert von 1959 bis 1965 angehörte, war der Initiator des Preises Friedrich Wilhelm Hymnen. Ihm folgten der Medienjournalist Uwe Kammann (1996 bis 2001), der Literaturwissenschaftler Jörg Drews und die Schriftstellerin Anna Dünnebier. Zurzeit fungiert die Kulturwissenschaftlerin Gaby Hartel als Juryvorsitzende.
Die Jurysitzung findet im jährlichen Wechsel in einer der beteiligten Rundfunkanstalten statt.

## Preis

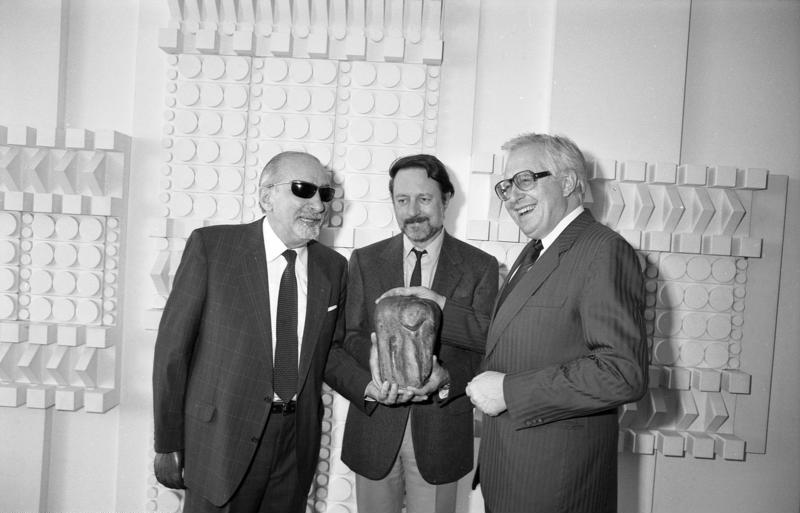
Verleihung des Hörspielspreises der Kriegsblinden an Ror Wolf (Mitte), 1988

Der undotierte Ehrenpreis bestand aus einer von einem kriegsblinden Künstler je individuell gestalteten Plastik. Im Jahr 2002 legte die Jury zur Vergabe des Preises fest, dass die Hand mit Lorbeer von Dario Malkowski allen künftigen Preisträgern als Anerkennung verliehen wird. Traditionell nehmen alle beteiligten Rundfunkanstalten das ausgezeichnete Hörspiel ins Programm, wodurch der Autor von den Wiederholungshonoraren profitiert.
Bis zum Jahr 2000 wurde der Hörspielpreis im Bonner Plenarsaal des Bundesrates verliehen. Dann fand die Verleihung in unregelmäßigen Wechsel im Berliner Bundesrat, im Gästehaus der Bundesregierung auf dem Petersberg, in der Kölner Wolkenburg, im Kleinen Sendesaal des Westdeutschen Rundfunks (WDR) oder beim Deutschlandfunk (DLF) in Köln statt.

## Preisträger
Angegeben ist das Jahr, in dem der Preis verliehen wurde. Die Hörspiele wurden in der Regel im Jahr vor der Preisvergabe produziert und urgesendet.
- 1952: Darfst du die Stunde rufen? von Erwin Wickert, Regie: Walter Knaus (SDR)
- 1953: Die Andere und ich von Günter Eich, Regie: Cläre Schimmel (SDR) bzw. Gustav Burmester (NWDR)
- 1954: Nachtstreife von Heinz Oskar Wuttig, Regie: Peter Thomas (RIAS)
- 1955: Prinzessin Turandot von Wolfgang Hildesheimer, Regie: Gert Westphal (NWDR)
- 1956: Philemon und Baucis von Leopold Ahlsen, Regie: Walter Ohm (BR), Fritz Schröder-Jahn (NWDR)
- 1957: Die Panne von Friedrich Dürrenmatt, Regie: Gustav Burmester (NDR)
- 1958: Die Versuchung von Benno Meyer-Wehlack, Regie: Fritz Schröder-Jahn (NDR)
- 1959: Der gute Gott von Manhattan von Ingeborg Bachmann, Regie: Fritz Schröder-Jahn (BR/NDR)
- 1960: Auf einem Maulwurfshügel von Franz Hiesel, Regie: Egon Monk (NDR/ORF)
- 1961: Der Minotaurus von Dieter Wellershoff, Regie: Friedhelm Ortmann (SDR)
- 1962: Totentanz von Wolfgang Weyrauch, Regie: Martin Walser (NDR/BR)
- 1963: Geh David helfen von Hans Kasper, Regie: Ulrich Lauterbach (RB/HR)
- 1964: Der Bussard über uns von Margarete Jehn, Musik: Peter Zwetkoff, Regie: Peter Schulze-Rohr (SWF/NDR)
- 1965: Nachtprogramm von Richard Hey, Regie: Fritz Schröder-Jahn (NDR/HR/SFB)
- 1966: Miserere von Peter Hirche, Regie: Oswald Döpke (WDR)
- 1967: Zwielicht von Rolf Schneider, Regie: Otto Kurth (BR/HR/WDR)
- 1968: Das Aquarium von Christa Reinig, Regie: Raoul Wolfgang Schnell (SDR)
- 1969: Fünf Mann Menschen von Ernst Jandl und Friederike Mayröcker, Regie: Peter Michel Ladiges (SWF)
- 1970: Paul oder die Zerstörung eines Hörbeispiels von Wolf Wondratschek, Regie: Heinz Hostnig (WDR/BR/HR/SR)
- 1971: Zwei oder drei Porträts von Helmut Heißenbüttel, Regie: Heinz Hostnig (BR/NDR/SWF)
- 1972: Preislied von Paul Wühr, Regie: der Autor (BR/NDR)
- 1973: Der Tod meines Vaters von Hans Noever, Regie: der Autor (BR/WDR)
- 1974: Das große Identifikationsspiel von Alfred Behrens, Regie: der Autor (BR/RIAS)
- 1975: Goldberg-Variationen von Dieter Kühn, Regie: Heinz von Cramer (BR/HR)
- 1976: Centropolis von Walter Adler, Regie: der Autor (WDR/BR/SWF)
- 1977: Fernsehabend von Urs Widmer, Regie: der Autor (SWF)
- 1978: Vor dem Ersticken ein Schrei (Trilogie des bürgerlichen Wahnsinns 1) von Christoph Buggert, Regie: Raoul Wolfgang Schnell (WDR/BR)
- 1979: Frühstücksgespräche in Miami von Reinhard Lettau, Regie: Walter Adler (SDR/HR/WDR)
- 1980: Der Tribun von Mauricio Kagel, Regie: der Autor (WDR)
- 1981: Moin Vaddr läbt oder A Ballahd inne Munnohrd kinstlich mit Mosseg unde Jesann von Wullar Kinnpussku von Walter Kempowski, Regie: Horst H. Vollmer (HR)
- 1982: Hell genug und trotzdem stockfinster von Peter Steinbach, Regie: Bernd Lau (WDR)
- 1983: Die Brautschau des Dichters Robert Walser im Hof der Anstaltswäscherei von Bellelay, Kanton Bern von Gert Hofmann, Regie: Hans Rosenhauer (NDR/HR)
- 1984: Wald. Ein deutsches Requiem von Gerhard Rühm, Regie: der Autor (WDR)
- 1985: Nachtschatten von Friederike Roth, Regie: Heinz von Cramer (SDR/NDR/RIAS)
- 1986: Die Befreiung des Prometheus. Hörstück in neun Bildern von Heiner Goebbels, und Heiner Müller, Regie: Heiner Goebbels (HR/SWF)
- 1987: Drei Männer im Feld von Ludwig Harig, Regie: Hans Gerd Krogmann (WDR)
- 1988: Leben und Tod des Kornettisten Bix Beiderbecke aus Nord-Amerika. Eine Radio-Ballade von Ror Wolf, Regie: Heinz Hostnig (SWR/HR/NDR/WDR)
- 1989: Wer Sie sind von Peter Jacobi, Regie: Dieter Carls (WDR)
- 1990: Ein Nebulo bist du von Jens Sparschuh, Regie: Norbert Schaeffer (SR/SWF/SDR)
- 1991: Stille Helden siegen selten von Karl-Heinz Schmidt-Lauzemis und Ralph Oehme, Regie: die Autoren (HR/Sachsen Radio/SFB)
- 1992: Die sehr merkwürdigen Jazzabenteuer des Herrn Lehmann. Ein Jazz-Hörspiel von Horst Giese, Regie: der Autor (RIAS/Autor)
- 1993: Sense von Werner Fritsch, Regie: Norbert Schaeffer (SWF)
- 1994: Unser Boot nach Bir Ould Brini von Christian Geissler, Regie: Hermann Naber (SWF)
- 1995: Apocalypse Live von Andreas Ammer / FM Einheit / Ulrike Haage, Regie: Andreas Ammer / FM EiInheit (BR/Bayerisches Staatsschauspiel (Marstall)/Bayerische Staatsoper)
- 1996: Frauentags Ende oder die Rückkehr nach Ubliaduh von Fritz Rudolf Fries, Regie: Wolfgang Rindfleisch (MDR)
- 1997: Compagnons und Concurrenten oder Die wahren Künste von Ingomar von Kieseritzky, Regie: Joachim Staritz (SDR/DLR)
- 1998: Die graue staubige Straße von Ilona Jeismann und Peter Avar, Regie: die Autoren (SFB)
- 1999: Rafael Sanchez erzählt: Spiel mir das Lied vom Tod von Rafael Sanchez und Eberhard Petschinka, Regie: Eberhard Petschinka (WDR/MDR/ORF)
- 2000: Unter dem Gras darüber von Inge Kurtz und Jürgen Geers, Regie: die Autoren (HR)
- 2001: Pitcher von Walter Filz, Regie: der Autor (WDR)
- 2002: Crashing Aeroplanes (Fasten your seat belts) von Andreas Ammer / FM Einheit, Regie: die Autoren (WDR/DLR)
- 2003: Rosebud von Christoph Schlingensief, Regie: der Autor (WDR)
- 2004: Jackie von Elfriede Jelinek, Regie: Karl Bruckmaier (BR)
- 2005: Stripped – Ein Leben in Kontoauszügen von Stefan Weigl, Regie: Thomas Wolfertz (WDR)
- 2006: Föhrenwald von Michaela Melián, Regie: die Autorin (BR)
- 2007: Ein Menschenbild, das in seiner Summe Null ergibt von Schorsch Kamerun, Regie: der Autor (WDR)
- 2008: Karl Marx: Das Kapital, Erster Band von Helgard Haug und Daniel Wetzel (Rimini Protokoll), Regie: die Autoren (DLF/WDR)
- 2009: Ruhe 1 von Paul Plamper, Regie: der Autor (WDR, Museum Ludwig Köln)
- 2010: Die Sicherheit einer geschlossenen Fahrgastzelle von Thilo Reffert, Regie: Stefan Kanis (MDR)
- 2011: Schicksal, Hauptsache Schicksal. Hörspiel nach Motiven aus Joseph Roths „Die Legende vom heiligen Trinker“ von Robert Schoen mit Lorenz Eberle, Regie: der Autor (Autorenproduktion in Zusammenarbeit mit dem HR, Peter Liermann)
- 2012: Testament. Verspätete Vorbereitungen zum Generationswechsel nach Lear von She She Pop, Regie: die Autoren (D-Kultur)
  - nominiert waren außerdem: Mörder von Agnieszka Lessmann und Altersglühen von Jan Georg Schütte
- 2013: Ooops, wrong Planet! von Gesine Schmidt, Regie: Walter Adler (DLF/WDR)
  - nominiert waren außerdem: Menschliches Versagen von Lukas Holliger und Die verbotene Welt von Frank Naumann
- 2014: Hate Radio von Milo Rau, Regie Milena Kipfmüller (WDR/ORF)[5] Siehe auch Artikel Radio-Télévision Libre des Mille Collines
  - nominiert waren außerdem: Heidi Heimat von Robert Schoen und Abschiedsgeschenk von Gert-Roland Stiepel
- 2015: Ickelsamers Alphabet – Dictionarium der zierlichen Wörter vom Liquid Penguin Ensemble (Katharina Bihler, Stefan Scheib), Regie: die Autoren (SR/D-Kultur)
  - nominiert waren außerdem: Lebensabend in Übersee von Hermann Bohlen und Klaus Barbie – Begegnung mit dem Bösen von Peter F. Müller, Leonhard Koppelmann und Michael Müller
- 2016: Und jetzt: Die Welt! von Sibylle Berg (Autorin) und Marina Frenk (laut Jury Miturheberin), Regie: Stefan Kanis, produziert vom MDR 2015[6]
  - nominiert waren außerdem: The King is Gone – Des Bayernkönigs Revolutionstage von Andreas Ammer und Markus und Micha Acher (BR) sowie Die lächerliche Finsternis von Wolfram Lotz, Regie: Leonhard Koppelmann (SWR)
- 2017: Screener von Lucas Derycke, Regie: der Autor (WDR)
  - nominiert waren außerdem: Evangelium Pasolini von Arnold Stadler und Oliver Sturm (HR/DLF) sowie Mein Herz ist leer von Werner Fritsch (Deutschlandradio Kultur/RB)
- 2018: Coldhaven von John Burnside, Übersetzung, Komposition, Regie: Klaus Buhlert (SWR)
  - nominiert waren außerdem: Gold. Revue von Jan Wagner (DLF/SWR) und Geister sind auch nur Menschen von Katja Brunner (SRF)
- 2019: Auf der Suche nach den verlorenen Seelenatomen von Susann Maria Hempel, Darstellerin, Musik und Regie: die Autorin (RBB)
  - nominiert waren außerdem: Der Absprung von Paul Plamper (WDR) und Die Toten von Feuerland von Ulrike Haage und Andreas Ammer (NDR mit Deutschlandfunk Kultur)
- 2020: Audio.Space.Machine von wittmann/zeitblom, Komposition und Regie: die Autoren[7] (Deutschlandfunk mit NDR und SWR)
  - nominiert waren außerdem: Die Entgiftung des Mannes von Holger Böhme (MDR) und Das Ende von Iflingen von Wolfram Lotz (SWR)
- 2021: Atlas von Thomas Köck, Regie: Heike Tauch, Komposition: Janko Hanushevsky, Redaktionsleitung: Steffen Moratz.
  - nominiert waren außerdem: Einsam stirbt öfter von Gesche Piening (BR) und Fünf Flure, eine Stunde von Luise Voigt (HR/SWR/DLF)
- 2022: Die Arbeit an der Rolle von Noam Brusilovsky und Lucia Lucas, Reige: der Autor (SWR)
  - nominiert waren außerdem: Adolf Eichmann - ein Hörprozess von Noam Brusilovsky und Ofer Waldman (RBB/DLF) und Saal 101 12-teilges Dokumentarhörspiel über den NSU-Prozess von Ulrich Lampen, Katja Huber, Julian Wiprich, Katarina Agathos (BR/HR/MDR/NDR/RB/RBB/SR/SWR/WDR/DLF), Regie: Ulrich Lampen (BR)
- 2023: Entgrenzgänger II - Tscherkesskij Magasin von Robert Schoen, Regie: der Autor (HR)
  - nominiert waren außerdem: Mixing Memory and Desire I von Werner Fritsch, Regie: der Autor, Komposition: Werner Cee (SWR) und K.I.T.A. - Das Menschenmögliche von Carina Pesch und  Antje Vauh, Regie: die Autorinnen (WDR/DLF Kultur)
- 2024: nicht vergeben
- 2025: nicht vergeben